# Пучкова Ольга Олексіївна
Пучкова Ольга Олексіївна (нар. 27 вересня 1987) — колишня білоруська тенісистка.
Найвищу одиночну позицію світового рейтингу — 32 місце досягла 11 червня 2007, парну — 247 місце — 13 серпня 2012 року.
Здобула 7 одиночних титулів туру ITF.
Найвищим досягненням на турнірах Великого шолома було 3 коло в одиночному розряді.

## Фінали турнірів WTA

### Одиночний розряд: 3 (0–3)
| Легенда: перед 2009 роком    | Починаючи з 2009-го |
| Турніри Великого шлему (0–0) |                     |
| Tier I (0–0)                 | Premier M (0–0)     |
| Tier II (0–0)                | Premier 5 (0–0)     |
| Tier III (0–2)               | Premier (0–0)       |
| Tier IV & V (0–0)            | International (0–1) |

| Результат | W/L | Дата     | Турнір                    | Покриття   | Суперниця        | Рахунок       |
| --------- | --- | -------- | ------------------------- | ---------- | ---------------- | ------------- |
| Поразка   | 0–1 | Вер 2006 | Sunfeast Open, Індія      | Тверде (i) | Мартіна Хінгіс   | 0–6, 4–6      |
| Поразка   | 0–2 | Лис 2006 | Tournoi de Québec, Канада | Тверде (i) | Маріон Бартолі   | 0–6, 0–6      |
| Поразка   | 0–3 | Бер 2013 | Brasil Tennis Cup         | Тверде     | Моніка Нікулеску | 2–6, 6–4, 4–6 |

## Фінали ITF
| турніри $100,000 |
| турніри $75,000  |
| турніри $50,000  |
| турніри $25,000  |
| турніри $10,000  |

### Одиночний розряд: 13 (7–6)
| Результат | Ранг | Дата             | Турнір                         | Покриття   | Суперниця                 | Рахунок       |
| --------- | ---- | ---------------- | ------------------------------ | ---------- | ------------------------- | ------------- |
| Поразка   | 1.   | 21 січня 2003    | ITF Маямі, США                 | Тверде     | Анжела Жгуна              | 4–6, 2–6      |
| Перемога  | 1.   | 14 липня 2003    | ITF Балтимор, США              | Тверде     | Джуел Петерсон            | 6–2, 6–4      |
| Перемога  | 2.   | 5 липня 2004     | ITF Колледж-Парк, США          | Тверде     | Россана де лос Ріос       | 7–5, 4–6, 6–2 |
| Поразка   | 2.   | 27 вересня 2004  | ITF Пелам, США                 | Ґрунт      | Зузана Земенова           | 6–4, 4–6, 0–6 |
| Поразка   | 3.   | 1 серпня 2005    | ITF Вашингтон, США             | Тверде     | Ешлі Гарклроуд            | 2–6, 1–6      |
| Перемога  | 3.   | 28 березня 2006  | ITF Гаммонд, США               | Тверде     | Андреа Сестіні Главачкова | 6–3, 6–4      |
| Перемога  | 4.   | 11 липня 2006    | ITF Філікстоу, Велика Британія | Трава      | Труді Мусгрейв            | 6–2, 6–1      |
| Перемога  | 5.   | 15 серпня 2006   | Bronx Open, США                | Тверде     | Тетяна Пучек              | 6–3, 6–1      |
| Поразка   | 4.   | 6 листопада 2007 | ITF Піттсбург, США             | Тверде (i) | Ешлі Гарклроуд            | 6–4, 4–6, 3–6 |
| Поразка   | 5.   | 28 квітня 2008   | ITF Шарлотсвілл, США           | Ґрунт      | Алексіс Кінґ              | 3–6, 3–6      |
| Перемога  | 6.   | 25 квітня 2011   | ITF Мінськ, Білорусь           | Тверде (i) | Надія Кіченок             | 6–2, 7–5      |
| Поразка   | 6.   | 13 вересня 2011  | ITF Реддінг, США               | Тверде     | Джулія Босеруп            | 4–6, 6–2, 3–6 |
| Перемога  | 7.   | 16 квітня 2012   | ITF Наманган, Узбекистан       | Тверде     | Донна Векич               | 3–6, 6–3, 6–2 |

### Парний розряд: 3 (0–3)
| Результат | Ранг | Дата            | Турнір               | Покриття  | Партнерка        | Суперниці                         | Рахунок             |
| --------- | ---- | --------------- | -------------------- | --------- | ---------------- | --------------------------------- | ------------------- |
| Поразка   | 1.   | 28 жовтня 2002  | ITF Мінськ, Білорусь | Килим (i) | Тетяна Уварова   | Дарія Чемарда Віра Душевіна       | 1–6, 4–6            |
| Поразка   | 2.   | 5 березня 2017  | ITF Нанкін, КНР      | Тверде    | Ангелина Габуєва | Сунь Сюйлю Сунь Цзіюе             | 3–6, 1–6            |
| Поразка   | 3.   | 27 березня 2017 | ITF Іракліон, Греція | Тверде    | Ангелина Габуєва | Шарлотт Робілард-Мієтт Керол Чжао | 6–7(2), 6–4, [5–10] |

## Досягнення в одиночних змаганнях
| W | Ф | ПФ | ЧФ | #Р | КТ | К# | DNQ | A | NH |

| Турніри Великого шолома                |     |     |     |     |     |     |     |     |     |      |
| Відкритий чемпіонат Австралії з тенісу | К1р | 2р  | 2р  | К3р |     |     | К2р | 1р  |     | 5–6  |
| Відкритий чемпіонат Франції з тенісу   | К2р | 2р  | К3р | К1р |     |     | К2р | 1р  |     | 5–6  |
| Вімблдонський турнір                   | К3р | 1р  | К3р | К1р |     |     | К1р | 2р  |     | 5–6  |
| Відкритий чемпіонат США з тенісу       | 1р  | 1р  | К1р |     |     |     | 3р  | 1р  |     | 8–5  |
| В-П                                    | 0–1 | 2–4 | 1–1 | 0–0 | 0–0 | 0–0 | 2–1 | 1–4 | 0–0 | 6–11 |